# Sommelier
Sommelier je oseba, ki skrbi za vino od trenutka nabave do postrežbe. Beseda izvira iz francoščine, njen dobesedni prevod pa je vinski strežaj.
Vloga sommeliera je izbira vina, njegovo skladiščenje glede na zahtevnost vrste vina, postrežba in svetovanje ter izbira vina k določeni jedi.
Sommelier je po navadi zaposlen v izbranih restavracijah, kjer je pravilna izbira vina in njegova ustrezna hramba izjemnega pomena.  Poleg izjemnega poznavanja vina mora imeti sommelier velike organoleptične sposobnosti, dodatna znanja o oljih, kavi, čajih, mineralnih vodah, žganih pijačah, cigarah, enogastronomiji, lastnostih hrane in njenemu spajanju z vinom, ... Spremljati mora tudi vse novosti na področju sommelierskega dela.

## Mednarodno sommeliersko (someljejsko) združenje (ASI)
Sommelierji (someljeji) se združujejo v nacionalna združenja, ta pa v Mednarodno sommeliersko (someljejsko) združenje ASI - Association de la Sommelerie Internationale. ASI je bila ustanovljena 3. in 4. junija leta 1969 v francoskem]] mestu Reims. Ustanovne države članice so bile Francija, Italija, Belgija in Portugalska. Dokončno se je organizacija utrdila na prvem rednem zasedanju Skupščine ASI 5. in 6. junija 1972.
Danes ASI vključuje nacionalne organizacije sommelierjev (someljejev) naslednjih držav:
Andora, Argentina, Avstrija, Belgija, Bolgarija, Brazilija, Češka, Čile, Danska, Estonija, Francija, Grčija, Hrvaška, Irska, Islandija, Italija, Japonska, Kanada, Ljudska republika Kitajska, Južna Koreja, Luksemburg, Madžarska, Mehika, Monako, Nemčija, Nizozemska, Norveška, Portugalska, Romunija, Rusija, Slovaška, Slovenija, Španija, Švedska, Švica, Turčija, Združeno kraljestvo, Venezuela, ZDA.
Slovenijo od 1994 leta aktivno zastopa Društvo za razvoj kulture pitja SOMMELIER SLOVENIJE.
Države kandidatke: Finska, Kuba, Malta, Peru, Poljska, Črna Gora.
Vsaka članica prireja nacionalna tekmovanja za najboljšega sommelierja (someljeja), Mednarodna organizacija ASI pa svetovno in kontinentalna (Evropa, Ameriki, Azija in Oceanija) tekmovanja sommelierjev (someljejev).